# Henrik Erlandsson (Bååt)
Henrik Erlandsson (Bååt), född 1464, död efter 1527, var ett svenskt riksråd, lagman och häradshövding.

## Biografi
Henrik Erlandsson (Bååt) var son till riddaren Erland Petersson (Bååt) och Gertrud Birgersditter (Sparre av Fyllingarum). Han var häradshövding i Hammarkinds härad 1511 och riksråd 1512. Han var lagman i Östergötlands lagsaga 1523 till 1525.
Han var innehavare av Fyllingarum i Ringarums socken.

### Familj
Henrik Erlandsson gifte sig med Elin Ulfsdotter (Roos af Hjelmsäter) som var dotter till riddaren Ulf Petersson (Roos af Hjelmsäter) och Birgitta Jönsdotter (lejonansikte). De fick tillsammans barnen slottsloven Ulf Henriksson (Snakenborg) (död omkring 1583) på Stegeborg och Nils Henriksson (Bååt) (död omkring 1546).